# Michał Jarblum

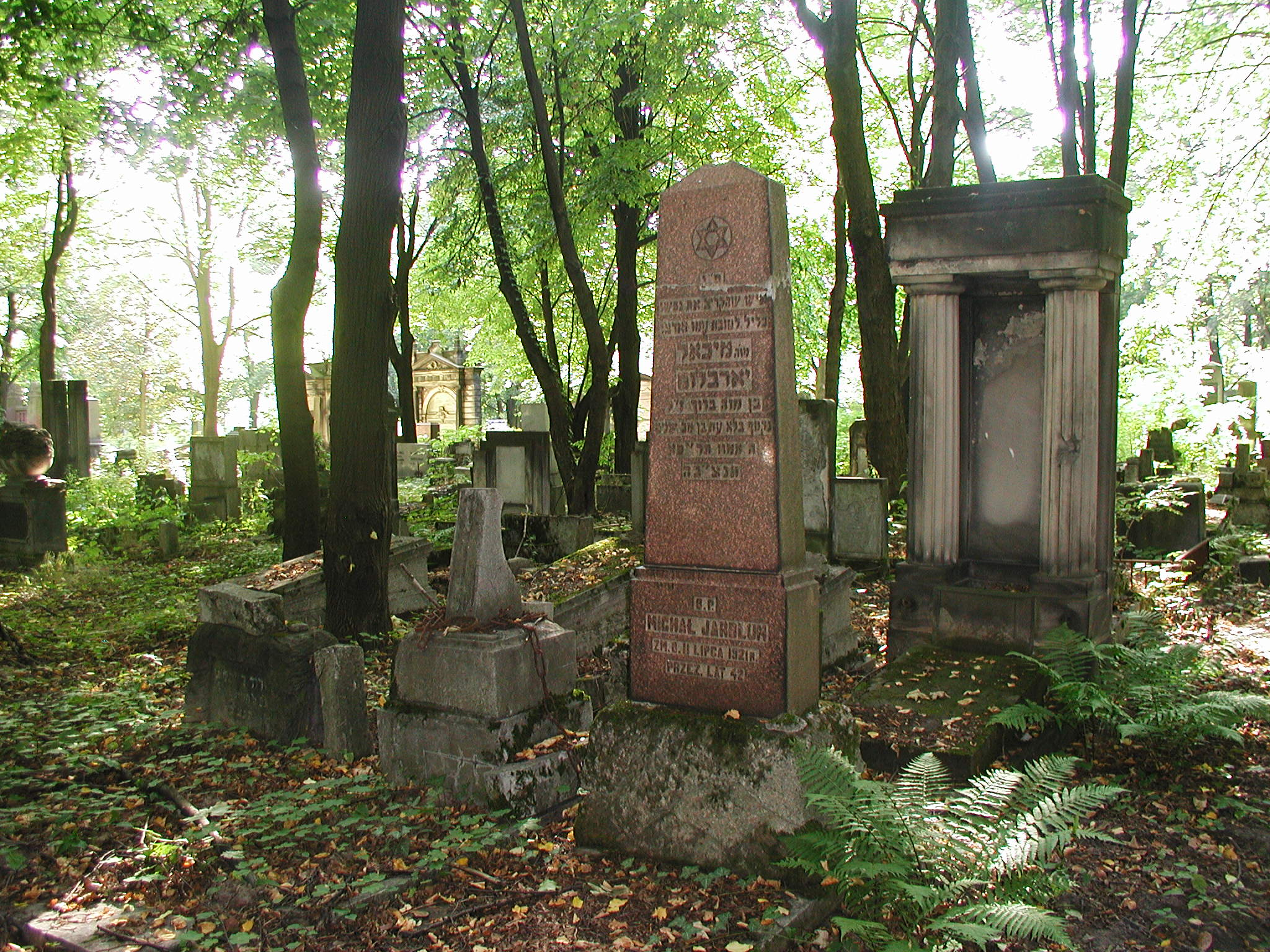
Nagrobek Michała Jarbluma na nowym cmentarzu żydowskim w Łodzi

Michał Jarblum (ur. ok. 1879 w Warszawie, zm. 11 lipca 1921 w Łodzi) – łódzki samorządowiec i publicysta pochodzenia żydowskiego.

## Życiorys
Studiował w sochaczewskiej jesziwie, następnie samodzielnie uczył się języków obcych. W Łodzi zamieszkał pod koniec XIX w. Współpracował z polsko-żydowskimi czasopismami: Izraelita, Wschód (Wschód) i Głos żydowski oraz z niemieckojęzycznym Die Welt, a także innymi, polskimi, niemieckimi i rosyjskimi. Zasłynął z polemiki na temat kwestii żydowskiej z Aleksandrem Świętochowskim i Ludwikiem Krzywickim. Pod koniec życia publikował na łamach Łodzier Togblat, w którym pisał na temat polityki i syjonizmu. Brał udział w kilku kongresach syjonistycznych. Był radnym w Rady Miejskiej Łodzi, od stycznia 1917 roku do 20 czerwca 1921 z ramienia Centralnego Żydowskiego Komitetu Wyborczego. Był członkiem komisji do Spraw Ogólnych, Regulaminowo-Prawnej oraz Prezydium Rady Miejskiej.

### Życie prywatne
Był synem Borucha i Pessy Jurblum. Jego bratem był francuski polityk – Marc Jarblum, jego szwagierką zaś – Laura Margolis Jarblum – dyrektorka Jointu we Francji.

## Publikacje
- „Polak wyznania mojżeszowego”, Hechawer: Księga zbiorowa, Warszawa: Wydawnictwo Akademickiej Młodzieży Syjonistycznej „Jardenja” przy „Merkazie” (1918).